# Arthrocnodax peregrina
Arthrocnodax peregrina är en tvåvingeart som först beskrevs av Johannes Winnertz 1853.  Arthrocnodax peregrina ingår i släktet Arthrocnodax och familjen gallmyggor.
Artens utbredningsområde är Tyskland. Inga underarter finns listade i Catalogue of Life.